# TV5 Network
TV5 Network, Inc. (comumente conhecido como TV5) é uma empresa de mídia filipina com sede em Mandaluyong. É uma subsidiária da MediaQuest Holdings, que faz parte da empresa de telecomunicações PLDT, chefiada pelo chairman Manuel V. Pangilinan.

## Televisão

### Locais

#### Atual
| Logótipo | Canal              | Descrição | Fundação                                                                          |
| -------- | ------------------ | --- | --------------------------------------------------------------------------------- |
|          | TV5                | O principal canal da TV5 Network. Notícias, entretenimento, drama e estilo de vida. Foi fundada em 1960 DZTM-TV e fechada em 1972. Foi relançado em 1992 como DWET-TV. | 19 de junho de 1960 (64 anos) 21 de fevereiro de 1992 (33 anos) (relançada)       |
|          | One Sports         | O canal secundário da TV5 Network. Canal com foco em esportes. | 9 de janeiro de 2019 (6 anos) (TV a cabo) 8 de março de 2020 (5 anos) (TV aberta) |
|          | NBA TV Philippines | Canal de basquete, joint venture com a NBA TV. | 31 de julho de 2020 (4 anos)                                                      |
|          | Colours            | Canal voltado para ao público feminino. | 5 de maio de 2012 (12 anos)                                                       |
|          | One News           | Canal de notícias em inglês. | 28 de maio de 2018 (6 anos)                                                       |
|          | One PH             | Canal de notícias em idioma tagalo. | 31 de julho de 2019 (5 anos)                                                      |
|          | One Screen         | Canal de drama e entretenimento. | 15 de junho de 2020 (4 anos)                                                      |
|          | One Sports+        | Canal de esportes a cabo. | 8 de março de 2020 (5 anos)                                                       |
|          | PBA Rush           | Canal de basquete, joint venture com a Philippine Basketball Association.                                                                                              | 5 de julho de 2016 (8 anos)                                                       |
|          | Sari-Sari Channel  | Canal de entretenimento, joint venture com Viva Communications. | 1 de janeiro de 2016 (9 anos)                                                     |
|          | RPTV               | Canal de notícias, entretenimento e esportes, joint venture com Nine Media Corporation.                                                                                | 1 de fevereiro de 2024 (1 ano)                                                    |

#### Antigo
| Logótipo | Canal                       | Descrição | Fundação                          | Extinção                         |
| -------- | --------------------------- | --- | --------------------------------- | -------------------------------- |
|          | 5 Plus                      | O canal secundário da TV5 Network. Canal com foco em esportes.                                                                   | 13 de janeiro de 2019 (6 anos)    | 7 de março de 2020 (5 anos)      |
|          | AksyonTV                    | O canal secundário da TV5 Network. Desde 2019, a marca AksyonTV passou a ser utilizada como canal internacional.                 | 21 de fevereiro de 2011 (14 anos) | 12 de janeiro de 2019 (6 anos)   |
|          | Bloomberg TV Philippines    | Canal de notícias em inglês, joint venture com a Bloomberg.                                                                      | 5 de outubro de 2015 (9 anos)     | 27 de maio de 2018 (6 anos)      |
|          | Hyper                       | Canal de esportes a cabo. | 14 de abril de 2012 (12 anos)     | 9 de janeiro de 2019 (6 anos)    |
|          | Weather Information Network | Canal de notícias com base no clima.                                                                                             | 5 de maio de 2012 (12 anos)       | 23 de dezembro de 2013 (11 anos) |
|          | Fox Filipino                | Canal de entretenimento que exibe programas de TV da GMA e TV5. Co-propriedade com Fox Networks Group (The Walt Disney Company). | 1 de março de 2012 (13 anos)      | 7 de julho de 2020 (4 anos)      |

### Internacionais
| Logótipo | Canal                  | Descrição | Fundação                |
| -------- | ---------------------- | --- | ----------------------- |
|          | Kapatid Channel        | O primeiro canal internacional da TV5. Foi lançado em 2011 como Kapatid TV5. É o terceiro canal filipino em países estrangeiros (depois de The Filipino Channel e GMA Pinoy TV). | abril de 2011 (13 anos) |
|          | AksyonTV International | O segundo canal internacional da TV5. Foi lançado em 2011 como uma contrapartida internacional da AksyonTV (agora One Sports).                                                   | julho de 2011 (13 anos) |

## Rádio

### Radyo5 NewsFM
- DWFM 92.3 FM (Grande Manila)
- DYNC 101.9 FM (Cebu)
- DXFM 101.9 FM (Davao)

## Subsidiárias e divisões

### Subsidiárias
- Cignal TV
  - Cignal
  - Cignal Entertainment
- Media5 Marketing Corporation (Media5)
- Nation Broadcasting Corporation
- Unitel Productions
- Straight Shooters
- Pilipinas Global Network Ltd.

### Divisões
- Alagang Kapatid Foundation
- D5 Studio
- News5
- Entertainment5
- Studio5
- Rescue5
- Regional5
- One Sports
- Talent5